# Le Mesnil-Angot
Pour les articles homonymes, voir Angot.
Le Mesnil-Angot est une ancienne commune française du département de la Manche et de la région Normandie.

## Géographie
Le village du Mesnil-Angot avant la fusion avait une superficie de 4,08 km2. L'altitude varie de 1 à 37 m, avec une altitude moyenne de 1 m.

## Toponymie
Le nom de la localité est attesté sous les formes Mesnil-Ansgoti au XIIe siècle et Mesnillum Ansgoti en 1251.
L'ancien français mesnil, « domaine rural », est à l'origine de nombreux toponymes, notamment en Normandie. Le toponyme est complété d'un anthroponyme qui serait le scandinave Asgautr.
Le gentilé est Mesnil-Angotais.

## Histoire
Dans la première moitié du XIIe siècle, la paroisse relevait de l'honneur du Hommet.
Au XVe siècle, la seigneurie du Mesnil-Angot était entre les mains de Tristan-Jacques de Fortescu (1425-1470), écuyer, également seigneur de l'Anglet. Le généalogiste Burkes fait remonter l'origine de la famille de Fortescu, vieille famille de Normandie et d'Angleterre, présente au Mesnil-Angot, à Richard le Fort qui, à Hastings protégea le duc de Normandie Guillaume de son écu, et ajouta le mot escu à son nom.
Lors de la Révolution française, Jean Le Brunet, né à Condé-sur-Vire, curé du Mesnil-Angot refusa de prêter serment et se cacha dans une grange transformée en chapelle. Il se réfugia ensuite à Auxais et Neuilly-la-Forêt, puis émigra à Jersey et en Angleterre.
Le 28 février 2007, Le Mesnil-Angot a fusionné avec Graignes pour former la nouvelle commune de Graignes-Mesnil-Angot, car la population vieillissante du Mesnil-Angot était trop peu nombreuse pour assurer le fonctionnement de la commune[réf. nécessaire].

## Administration
| Période                                  | Période      | Identité          | Étiquette | Qualité              |
| ---------------------------------------- | ------------ | ----------------- | --------- | -------------------- |
| 1790                                     |              | Jean Le Brunet    |           | Curé du Mesnil-Angot |
|                                          |              |                   |           |                      |
| 1922                                     | 1951         | Jean Poullain     |           |                      |
| 1951                                     | 1983         | Alfred Defortescu |           |                      |
| 1983                                     | 1989         | Paul Lesoimier    |           |                      |
| 1989                                     | février 2007 | Gaston Defortescu |           |                      |
| Les données manquantes sont à compléter. |              |                   |           |                      |

## Démographie
| 1793 | 1800 | 1806 | 1821 | 1831 | 1836 | 1841 | 1846 | 1851 |
| ---- | ---- | ---- | ---- | ---- | ---- | ---- | ---- | ---- |
| 200  | 226  | 251  | 230  | 233  | 217  | 215  | 211  | 177  |

| 1856 | 1861 | 1866 | 1872 | 1876 | 1881 | 1886 | 1891 | 1896 |
| ---- | ---- | ---- | ---- | ---- | ---- | ---- | ---- | ---- |
| 172  | 174  | 152  | 137  | 138  | 129  | 114  | 99   | 101  |

| 1901 | 1906 | 1911 | 1921 | 1926 | 1931 | 1936 | 1946 | 1954 |
| ---- | ---- | ---- | ---- | ---- | ---- | ---- | ---- | ---- |
| 113  | 106  | 96   | 90   | 99   | 82   | 77   | 79   | 73   |

| 1962 | 1968 | 1975 | 1982 | 1990 | 1999 | 2006 | 2007   | - |
| ---- | ---- | ---- | ---- | ---- | ---- | ---- | ------ | - |
| 86   | 71   | 47   | 42   | 34   | 50   | 50   | fusion | - |

## Économie
La commune se situe dans la zone géographique des appellations d'origine protégée (AOP) beurre d'Isigny et crème d'Isigny.

## Lieux et monuments
- Église Saint-martin (XVIIe – XVIIIe siècles), ancienne chapelle devenue église, avec son clocher essenté d'ardoises. Très endommagée en 1944, elle a été restaurée par l'architecte P. Pouey. Elle abrite un tableau du maître-autel Descente de la Croix (XIXe), un maître-autel et deux statues saint Martin et saint Étienne (XIXe).
- Croix de cimetière (XVIIe – XXe siècles).
- Manoir de Daye ou maison de Dais (XVIIe – XXe siècles). Cette gentilhommière a été transformé en 1905 par l'éditeur Alphonse Lemerre. En 1987, la propriété fut scindée en deux parties[4].
- Maisons en torchis.

## Personnalités liées à la commune
- Alphonse Lemerre, éditeur à paris, qui fit l'acquisition du manoir de la Daye.